# Taquaral
Taquaral é um município brasileiro do estado de São Paulo, parte da Região Metropolitana de Ribeirão Preto. Sua população estimada em 2024 era de 2.652 habitantes.

## História
Em 1910, seis alqueires (aproximadamente sete hectares) da fazenda Taquaral, bem como todos os seus imóveis, foram adquridos pela prefeitura do município de Pitangueiras. 
Taquaral teve seu primeiro passo no dia 13 de Abril de 1910. Neste dia, em que poucos sabem da sua importância, foi lavrada a escritura aonde o Sr. João Alexandre da Silva e sua esposa Maria Victória da Trindade Netta doaram 6 alqueires desmembrados da Fazenda Taquara.
A fazenda e consequentemente a cidade receberam este nome por ser conhecida pela fartura de Taquara naquela região. No dia seguinte, as escrituras, os proprietários de terras da região enviaram seus funcionários para fazerem a limpeza das taquaras.
Em 1989, quando o distrito de Ibitiúva em Pitangueiras chegou a ser elevado a categoria de município, através da Lei nº 6.645 de 09/01/1990, Taquaral que na época também era distrito de Pitangueiras seria integrado ao novo município de Ibitiúva, mas a emancipação foi cancelada judicialmente por uma ADIn (Ação Direta de Inconstitucionalidade), pois na realização do plebiscito em 5 de novembro de 1989 somente foi consultada a população de Ibitiúva, não sendo consultada a população de Taquaral.
Após plebiscito em 1993, o distrito de Taquaral foi elevado a município em 30 de dezembro do mesmo ano.

### Formação territorial-administrativa
Histórico da formação do município:
- Distrito criado no município de Pitangueiras pela Lei nº 1.677, de 11/12/1919.
- Município criado pela Lei nº 8.550, de 30/12/1993.

## Geografia
Localiza-se a uma latitude 21º04'19" sul e a uma longitude 48º24'37" oeste, estando a uma altitude de 639 metros.

### Rodovias
- SP-326

## Demografia

### População
| Crescimento populacional                             | Crescimento populacional | Crescimento populacional | Crescimento populacional |
| Ano                                                  | População Total          |                          | %±                       |
| ---------------------------------------------------- | ------------------------ | ------------------------ | ------------------------ |
| 2000                                                 | 2 722                    |                          | —                        |
| 2010                                                 | 2 726                    |                          | 0,1%                     |
| 2022                                                 | 2 619                    |                          | −3,9%                    |
| Est. 2024                                            | 2 652                    | [ 13 ]                   | 1,3%                     |
| Fontes: Censos Demográficos IBGE e Estimativas SEADE |                          |                          |                          |

## Política e administração
- Prefeito:  Laércio Vicente Scaramal (2013/2016)
- Vice-prefeito: Roberto Yochio Yamane (2013/2016)
- Presidente da câmara:

## Infraestrutura

### Comunicações
O sistema de telefones automáticos foi inaugurado na cidade em 1982 pela Telecomunicações de São Paulo (TELESP), que também implantou o sistema de discagem direta à distância (DDD) com o código de área (016), para padronização com o sistema telefônico das regiões de Ribeirão Preto e Franca.

## Religião
O Cristianismo se faz presente na cidade da seguinte forma:

### Igreja Católica
- A igreja faz parte da Diocese de Jaboticabal.[21]

### Igrejas Evangélicas
Entre as igrejas protestantes históricas, pentecostais e neopentecostais, encontram-se na cidade:
- Assembleia de Deus Ministério do Belém.[24][25]
- Congregação Cristã no Brasil.[26]